# Шумові інструменти
Серед примітивних шумових і ударних народних українських інструментів треба згадати цілу низку дитячих музичних інструментів, походження яких можна залічити до первісних стадій розвитку музичного мистецтва, що має викликати зацікавлення їхнім описом і вивченням.
Почнемо з фуркалки, з-поміж котрих можна згадати провірчену й почеплену на мотузок для «фуркання» баранячу кістку, а також гудок або фуркало, зроблений з дерев'яної дощечки, яку прив'язують до мотузка й швидко крутять над головою.
Подібний до гудка звук видає, крутячись, дзиґа. Після фуркалки ідуть дитячі тріскачки й калатальця, які в Україні мають силу-силенну народних назв. Так, тріскачку називають деркачем (як і птаха), деркалом, діркалом, деркотьолом, деркотільцем, трещіткою тощо. А калатальце має ще назви торохтьоло, торохкало, торохкавка, торохтійка, торохтельце, торохтільце і т. д.
Слідом за названими вище дитячими українськими шумовими музичними інструментами йдуть брязкала або брязкальця — тонкі металеві бляшки, що видають музичний шум, коли ними потрушують. Такі пластинки знайдено під час розкопів Олександропільського кургану. Зроблено їх із срібла у вигляді листків, що висять на гіллі дерев. Такі брязкала нині навішують на обруч бубна зсередини інструмента.
Слідом за брязкальцями можна поставити бубончики й дзвіночки. Бубончики й дзвіночки дуже часто знаходять під час розкопів українських курганів. За давніх часів вони мали ритуальне значення, а також були складниками прикрас і аксесуарами пишного святкового вбрання. Такі бубончики були, до речі, на шубі «багатого гостя» Дюка Степановича, яку послала йому його матінка Мамелфа Тимофіївна з Галича, як про це оповідає билина:
На раменах дужих шуба чорних соболів,
Чорних соболів заморських
Під зеленим ритим бархатом.
А у петельках шовкових вплетені
Всі Господні пташечки співучії,
А на ґудзичках золочених вилиті
Усе змії лютії, звірина рикучая.
Як змахнув же він нагайкою,
Заспівали пташечки співучії,
Завели співаночки небеснії -
Здивування пойняло весь мир.
Як провів він та й по ґудзичках нагайкою,
Передзвін пішов від ґудзичка до Ґудзичка -
Закричала звірина рикучая.
Що ж до дзвіночків, то вони часто згадуються в українських піснях, особливо, як описуються гарні дівочі голоси, порівнювані з дзвіночками:

Оре плужок попід, лужок,
Мила воли гонить.
Ой, як крикне на волиньки,
Як дзвінок задзвонить.
Дзвіночок великих розмірів — це дзвін. Громадські функції цього музичного інструмента, що з'явився в Україні після запровадження християнства і в зв'язку з ним, у давнину, а також за дореволюційної доби в селянському побуті були дуже різні: дзвоном означували час, особливо нічної пори, скликали людей на сполох, на пожежу; дзвін давав орієнтацію подорожнім під час хуртовини, іноді звістував про те, що почалися воєнні дії і що військо вирушає в похід, сповіщав про смерть котрогось із членів сільської громади тощо. Дзвони звичайно виготовляють зі стопу міді (78%) та цини (22%), проте іноді й з інших матеріалів. Під час розкопів у Києві на місці Десятинної церкви знайдено два дзвони з коринфської міді.
В українських музичних ансамблях іноді брала участь як високий ритмічний дзвінкий інструмент підкова, по якій били паличкою. Це — прообраз сучасного трикутника в симфонічній оркестрі.
Серед примітивних українських музичних інструментів згадаємо також тарілки; вони здавна знані як музичний інструмент, і їхні зображення є на відомих історичних фресках київського собору.